# Bison Schweiz AG
Die Bison Schweiz AG mit Sitz in Sursee ist ein Schweizer Unternehmen der Bison Group.
Die Bison ist Full-Service-IT-Anbieter, spezialisiert auf innovative ERP- und Softwarelösungen. Als Teil der Schweizer Fenaco-Landi Gruppe fungiert Bison als zentraler IT-Dienstleister und für die digitale Transformation und entwickelt Digitallösungen für KMU und Grossunternehmen in den Branchen Grosshandel, Einzelhandel, Agrar, Energie und Commodity Trading.
Das Kerngeschäft der Bison-Gesellschaften ist die Produktion betriebswirtschaftlicher Software, unter anderem zweier ERP-Lösungen. Die auf Java basierende, plattformunabhängige Lösung Bison Process wurde mit mehreren Preisen ausgezeichnet. Bison erhielt 2004 den Swiss Technology Award der Schweizerischen Akademie der Technischen Wissenschaften in zwei Kategorien sowie 2013 den IBM Best Seller Award in der Kategorie «Innovativste ISV Retail Store-Lösung».
2015 hat Bison den Swiss ICT Award mit der Web-App «ESL-Manager» gewonnen, die für die zentrale Ansteuerung von elektronischen Regaletiketten (ESL) zuständig ist.
Die Bison Schweiz AG wurde 2021 in der Kategorie «Mittelgrosse Unternehmen mit 100–249 Mitarbeitenden» mit dem Qualitäts-Gütesiegel des Swiss Arbeitgeber Awards ausgezeichnet.
Am Standort Sursee in der Zentralschweiz wird unter anderem das ERP-System Bison Process entwickelt, welches die Geschäftsprozesse der Fokusbranchen Pflanzenbau, Weinbau, Recycling und Trading unterstützt. Am Standort Kaiserslautern wird das auf den Gross- und Einzelhandel spezialisierte Warenwirtschaftssystem Bison Process Retail (x-trade) mit einer integrierten Lager- und Filialverwaltung entwickelt. Des Weiteren wird am Standort Hamburg die ERP-Standard-Lösung Bison Process Trading vertrieben, die spezifisch ausgelegt ist für den internationalen Rohstoff- und Partiehandel (Commodities) sowie den Import von Textilien, Schuhen und Fertigwaren.
Das Bison-Produktportfolio wird ergänzt durch die Business Intelligence Software Qlik, Komplettlösungen mit e-Paper (ESL) im POS-Umfeld sowie durch ein umfassendes Hard- und Software-Angebot im Bereich der mobilen Lösungen.

## Geschichte
Der älteste Teil der Bison, die Bison Schweiz AG wurde 1983 gegründet. Um dieses Kernunternehmen gruppieren sich mehrere Schwesterfirmen für Verwaltung, Hardware- und Software-Anbieter. Im Verlauf der Zeit baute Bison ein verzweigtes Netz von Partnerschaften in Europa auf, darunter Firmen in Deutschland (SoftM, Dakoda), den Niederlanden (RBK) und Grossbritannien (Medulla). Schon vor den Ereignissen im April 2010 hatte sich Bison zu einem der 100 grössten Arbeitgeber in der Zentralschweiz entwickelt.
2012 ändert Bison seine Strategie und übernahm erstmals Fremdunternehmen. Im Mai 2012 wird die Übernahme des Tradingspezialisten Marketstream in Hamburg bekannt. Das Unternehmen firmierte neu unter dem Namen Bison Marketstream GmbH. Im Januar 2013 übernahm Bison rückwirkend zum 31. Dezember 2012 das Maxess Systemhaus in Kaiserslautern, einen Retail-Spezialisten. Das Unternehmen wurde als Bison Deutschland GmbH weitergeführt.
Ebenfalls im Dezember 2012 vereinte Bison die vormals auf drei Standorte verteilten Aktivitäten auf ein Gebäude in der Schweizer Gemeinde Oberkirch, in der Nähe des früheren Hauptsitzes in Sursee. Die Standorte Büron und Sempach wurden aufgegeben.
Im Oktober 2014 übernahm Fenaco sämtliche Anteile am Unternehmen. Der amtierende CEO Rudi Fehlmann wurde ad Interim durch den Vorsitzenden des Bison-Verwaltungsrats und ehemaligen fenaco-CFO Werner Beyer ersetzt.
Die Bison Deutschland GmbH in Kaiserslautern und die Bison Marketstream GmbH in Hamburg bündelten ihre Aktivitäten im Herbst 2016 rückwirkend per 1. Januar 2016 und treten von nun an gemeinsam unter dem Namen Bison Deutschland GmbH auf.

## Comparex (PC-Ware)
2002 übernahm PC-Ware eine 70%ige Mehrheitsbeteiligung an der Bison Systems AG in Sursee. Die restlichen 30 % werden von der Bison Holding gehalten. Der Name des Unternehmens wurde im April 2007 auf PC-Ware und im März 2010 auf Comparex geändert. Am 14. April 2010 meldeten Fachpublikationen den fast vollständigen Wechsel der Belegschaft von Comparex (Schweiz) zu Bison. Am 13. April 2010 reichten am gleichen Tag das gesamte Management der Comparex Schweiz und ein grosser Teil der Belegschaft, insgesamt 180 von rund 200 Mitarbeitern, die Kündigung bei Comparex ein und hielten eine Beschäftigungsgarantie des CEOs von Bison in Händen. Das «in der Schweizer Wirtschaftsgeschichte einmalige Geschehnis» führte zu einem Rechtsstreit zwischen Bison und Comparex. Die Beschäftigungsgarantie löste CEO Fehlmann mit Gründung der Bison IT Services AG ein, welche IT-Services für Schwesterfirmen und Dritte leisten soll. Domizil der neuen Gesellschaft war erst Büron und ab Dezember 2012 Sursee. Die von Comparex gegen Bison vorgebrachten, zivilrechtlichen Klagen wurden am 25. August 2010 durch das Amtsgericht Sursee abgewiesen.
Mit der Abweisung der Klage am Amtsgericht Sursee war der Rechtsstreit nicht beigelegt. Am 14. Dezember 2010 kündigte die finanziell angeschlagene Comparex in einer Pressemitteilung die Einreichung einer Schadensersatzklage in Höhe von «voraussichtlich 30 Mio. CHF» an. Bis Anfang 2012 wurden weder diese Forderungen noch die juristische Untersuchung der Vorgänge durch die Luzerner Staatsanwaltschaft abgeschlossen.
2015 schloss die Luzerner Staatsanwaltschaft die Untersuchung in zwei der neun Fälle die Untersuchungen ab und klagte den ehemaligen CEO Rudi Fehlmann sowie den ehemaligen Leiter von Comparex Schweiz, Oliver Schalch, wegen ungetreuer Geschäftsbesorgung, Verletzung des Fabrikations- und Geschäftsgeheimnisses und unlauterem Wettbewerb an. Drei weitere Verfahren wurden eingestellt und vier Untersuchungsverfahren werden fortgeführt.
Anfang 2019 wurde die Bison IT Services in BitHawk umbenannt. Oliver Schalch ist der CEO und wurde durch ein Management-Buy-out Ende September 2019 zum Mitbesitzer von BitHawk.

## Beteiligungen
Bison ist an den folgenden Unternehmen beteiligt:
- Bison Schweiz AG
- Bison Deutschland GmbH, Kaiserslautern
- Bison FLG AG, Sursee
- Bison Deutschland GmbH, Hamburg – ehem. marketstream GmbH, seit 2012 zu 100 % bei der Gruppe;[33][34] mit dem Einkauf umbenannt[33]